# ラドゥガ国家機械製造設計局
ラドゥガ国家機械製造設計局(ロシア語:Государственное Машиностроительное Конструкторское Бюро "Радуга";ГосМКБ "Радуга")は、ロシアの企業複合体のタクティカル・ミサイルズ・コーポレーション公開株式会社(en)傘下のミサイル開発製造企業である。多くのミサイルシステムの製造とその関連技術の開発に関わっている。本部はモスクワ州のドゥブナ市にある。ソビエト時代の草創期はA・I・ミコヤーンとM・I・グレーヴィチ記念設計局の一部門であったが、1957年3月に分離して別の設計局となった。その後、組織名を何度も変更している。
タクティカル・ミサイルズ・コーポレーションは、今世紀から始まったロシアの大規模な防衛産業の統廃合の後に設立された、多くのミサイル開発製造企業から成る企業複合体である。

## 歴史
- 1946年10月 - OKB-2として設立。
- 1951年10月13日 - ミハイル・グレーヴィチの率いるOKB-155-1の一部門となる。
- 1957年3月 - アレクサンダー・ベレズニアク(en)が設計主任となりOKB-155から独立する。
- 1965年6月 - 組織名を機械製造設計局『ラドゥガ』とする。
- 1972年6月19日 - 組織名をドゥブナ製造設計合同『ラドゥガ』とする。
- 1978年9月7日 - 組織名をドゥブナ製造合同『ラドゥガ』とする。
- 1982年5月12日 - 組織名を機械製造設計局『ラドゥガ』とする。
- 2004年5月9日 - 大統領令591号により、国家指導の下タクティカル・ミサイルズ・コーポレーション傘下に統合され、公開株式会社、国家機械製造設計局『ラドゥガ』となった。

## 製品

### コメータ（彗星の意）シリーズ
- KS-1(en) - 短距離空中発射対地及び対艦ミサイル。ソ連初の空対艦ミサイル。1947年開発開始。
- K-10S(en) -  Tu-16爆撃機に搭載された重空対艦ミサイル。1955年に開発開始。

### 艦載型Pシリーズ
- P-15 - 艦上発射中距離対艦ミサイル。（中国で製造された艦上発射対艦ミサイルHY-1とHY-2及び地上発射対艦ミサイルCSSC-2シルクワームとCSSC-3シアサッカーの原型機である。）1955年開発開始。1960年初期運用開始。
- P-270 - 艦上発射超音速対艦ミサイル。ラムジェット推進1973年開発開始。1984年初期運用開始。

### 航空機搭載型Kh/KSRシリーズ
- KSR-2(en) - 空中発射対地対艦ミサイル。改修機Tu-16K/KSR-2爆撃機に1発搭載。1958年開発開始。1962年初期運用開始。
- KSR-5(en) - 空中発射対地対艦ミサイル。改修機Tu-16K-26爆撃機に2発搭載。1962年開発開始。1969年初期運用開始。1994年退役。
- KSR-11 - KSR-2から派生した、空中発射対レーダーミサイル。
- Kh-15(en) - 空中発射超音速短距離弾道対地攻撃ミサイル。液体推進剤を使用。1970年代開発開始。1980年代に運用開始。Tu-22、Tu-95に搭載。
- Kh-20(en) - 空中発射超音速巡航対地攻撃ミサイル。1954年開発開始。1960年運用開始。Tu-95搭載。
- Kh-22(en) - 空中発射超音速対艦ミサイル。Tu-22、Tu-95搭載。1958年開発開始。1971年、Tu-22による運用開始。1987年、Tu-95による運用開始。
- Kh-28(en) - 空中発射対レーダーミサイル
- Kh-55 - 空中発射長距離対地巡航ミサイル。Tu-95、Tu-160に搭載。1976年開発開始。1987年運用開始。
- Kh-58 - 対レーダーミサイル。戦闘爆撃機Su-24搭載。1970年代開発開始。1982年運用開始。
- Kh-59 - 空中発射固体ロケット推進TV画像誘導対地攻撃ミサイル。
- Kh-59M - Kh-59の推進器をターボジェットエンジンに変更したもの。
- Kh-59MK - Kh-59の対艦攻撃型。推進器をターボファンエンジン、シーカーをミリ波のアクティブ・レーダー・ホーミングに変更したもの。

### 空対空ミサイル
- K-9(en) - 短距離空対空ミサイル。搭載機Ye-150は実用化されなかったため、運用されなかった。

### 対潜ミサイル
- RPK-3 - OKB-52チェロメイ設計局と共同開発。水上艦発射対潜水艦・対水上艦ミサイル。

### その他
- MV-1 - 標的機
- KSR-5-NM - 標的機
- Burlak/Burlak-M - 空中発射打ち上げロケット（発射宇宙機母機はTu-160の改修機）

## 外部参照
- GosMKB "Raduga"